# B.Shettigeri, Virajpet
B.Shettigeri là một làng thuộc tehsil Virajpet, huyện Kodagu, bang Karnataka, Ấn Độ.